# Nemaspela
Genre
Nemaspela est un genre d'opilions dyspnois de la famille des Nemastomatidae.

## Distribution
Les espèces de ce genre se rencontrent dans des grottes dans le Sud-Est de l'Europe.

## Liste des espèces
Selon World Catalogue of Opiliones (26 octobre 2024) :
- Nemaspela abchasica (Lyovushkin & Starobogatov, 1963)
- Nemaspela birsteini Lyovushkin, 1972
- Nemaspela borkoae Kozel, Delić & Novak, 2020
- Nemaspela caeca (Grese, 1911)
- Nemaspela femorecurvata Martens, 2006
- Nemaspela gagrica Chemeris, 2013
- Nemaspela kotia Martens, Maghradze & Barjadze, 2023
- Nemaspela kovali Chemeris, 2009
- Nemaspela ladae Karaman, 2013
- Nemaspela melouri Martens, Maghradze & Barjadze, 2021
- Nemaspela prometheus Martens, Maghradze & Barjadze, 2021
- Nemaspela sokolovi (Lyovushkin & Starobogatov, 1963)
- Nemaspela taurica (Lebedinsky, 1914)

## Systématique et taxinomie
Ce genre a été décrit par Šilhavý en 1966 dans les Nemastomatidae.

## Publication originale
- Šilhavý, 1966 : « Über die Genitalmorphologie der Nemastomatidae (Arach., Opiliones). » Senckenbergiana biologica, vol. 47, p. 67–72.